# Sergei Nametkin
Sergei Semyonovich Nametkin (tiếng Nga: Сергей Семёнович Намёткин) là nhà hóa học hữu cơ người Liên Xô. Viện sĩ Viện hàn lâm Khoa học Liên Xô. Người giành được hai giải thưởng Stalin.

## Tiểu sử
Nametkin sinh ra trong một gia đình thương nhân tại làng Kaymary, huyện Kazan, thành phố Kazan. Ông đã học tiểu học tại Kazan. Năm 1886, gia đình ông chuyển đến Moskva và chẳng bao lâu sau, ở tuổi 12 ông đã phải sống mồ côi. Năm 1892, ông tốt nghiệp trường trung học dự bị đại học Moskva số 2, và năm 1896 ông tốt nghiệp trường trung học dự bị đại học Moskva số 1. Trong những năm học trung học ông kiếm sống bằng việc làm gia sư.
Năm 1896-1902, ông học tại khoa Vật lý và Toán học của trường Đại học quốc gia Moskva (Ngay sau khi vào khoa Toán học, năm 1897 ông đã đổi đến khoa Khoa học Tự nhiên). Sau khi tốt nghiệp đại học, ông chuyển đến khoa Hóa học phân tích và Hóa hữu cơ “để chuẩn bị cho chức giáo sư”, tại đây ông thực hiện công việc thử nghiệm đầu tiên của mình (điều chế cyclohexane tinh khiết, tổng hợp methylcyclopentane,...) dưới sự hướng dẫn của Giáo sư Nikolay Zelinsky.Từ năm 1905, ông làm việc tại bộ phận này với vai trò trợ lý phòng thí nghiệm, giúp giáo sư tiến hành các lớp thực hành về phân tích định tính và hóa học hữu cơ. Từ năm 1910, Nametkin kết hợp giảng dạy tại trường đại học với công việc tại Khóa học cao cấp dành cho phụ nữ ở Moskva ( Moskovskie vysshie zhenskie kursy – MVZhK ), nơi ông được mời làm trợ lý trong khoa Hóa học hữu cơ.
Năm 1911, Nametkin cùng với một nhóm giáo sư và giáo viên rời Đại học quốc gia Moskva để phản đối chính sách của Bộ trưởng Bộ Giáo dục Quốc gia LA Kasso. Từ đó trở đi, công việc của ông chủ yếu gắn liền với MVZhK . Cũng trong năm 1911, ông bảo vệ thành công luận án thạc sĩ tại Đại học Saint Petersburg, “Về vấn đề tác dụng của axit nitric đối với hydrocacbon bão hòa,” và vào năm 1912, theo đề nghị của Nikolay Zelinsky, ông được bầu làm giáo sư về MVZhK thuộc Khoa Hóa hữu cơ. Từ 1914 đến 1918 Nametkin giữ chức vụ thư ký và trưởng khoa Vật lý và Toán học của MVZhK .
Tháng 3 năm 1917, ông bảo vệ luận án tiến sĩ về chủ đề: “Nghiên cứu các hợp chất hai vòng” (Issledovania iz oblasti bitiklicheskikh soedineny) và quay trở lại Đại học Quốc gia Moskva, nơi ông bắt đầu giảng dạy một khóa học đặc biệt mang tên “Hóa học của các hợp chất alicycle và tinh dầu”. , và sau đó là một khóa học về hóa học hữu cơ.

## Hoạt động nghiên cứu
Hóa dầu là lĩnh vực khoa học quan tâm chính của Nametkin, trong những năm ông là sinh viên. Luận án tốt nghiệp (Đại học Quốc gia Moskva, 1902): “Hydrocarbon của dầu Caucasian, tính chất và phản ứng hóa học của chúng”; luận án thạc sĩ (Đại học Saint Petersburg, 1911): “Về vấn đề ảnh hưởng của axit nitric đến hydrocacbon bão hòa”; luận án tiến sĩ (Đại học Petrograd, 1916): “Nghiên cứu các hợp chất hai vòng” (thông qua quá trình nitrat hóa sử dụng phản ứng Konovalov, ông đã xác lập được cấu trúc của nhiều hydrocacbon hai vòng).
Vào những năm 1910, ông đã tiến hành nghiên cứu về tecpen, thành phần cấu thành của tinh dầu. Các chuyên gia coi nghiên cứu của Nametkin về chuỗi camphene và các dẫn xuất của nó là có ý nghĩa nhất. Nhiều năm nghiên cứu về phản ứng của camphene sau đó đã dẫn đến việc phát hiện ra sự sắp xếp lại cấu trúc mới gọi là “sự sắp xếp lại Nametkin ” (được phát hiện vào năm 1925 cùng với L. Ya. Bryusova), giúp giải thích được nhiều biến đổi hóa học của long não và các dẫn xuất của nó. Sự chuyển vị của liên kết vòng thực chất là sự sắp xếp lại Wagner-Meerwein. Trên thực tế, phản ứng này có thể được sử dụng để tạo ra tecpen bằng cách sử dụng chlorocamphene.
Giữa những năm 1910 và đầu những năm 1920, trọng tâm chú ý của Nametkin là các vấn đề lý thuyết chung về hóa học hữu cơ.Từ nửa sau những năm 1920, các vấn đề khoa học và thực tiễn liên quan đến tính chất hóa học của dầu mỏ được đặt lên hàng đầu. Kể từ năm 1927, ông là người đầu tiên ở Nga giảng dạy một khóa học có hệ thống về hóa học dầu khí, trên cơ sở đó ông đã viết chuyên khảo hai tập “Hóa học dầu khí” (1932-1935).Nametkin đã nghiên cứu thành phần và tính chất của dầu khí từ nhiều lĩnh vực khác nhau, phát triển các phương pháp giải quyết các vấn đề về tổng hợp hóa dầu, đặc biệt là quá trình oxy hóa parafin thành rượu và aldehyd và sản xuất chất tẩy rửa. Ông cũng tiến hành công việc trong lĩnh vực tổng hợp các hợp chất thơm và chất kích thích tăng trưởng.
Năm 1936, ông phát hiện ra phản ứng hydropolyme hóa xúc tác của hydrocacbon không bão hòa.
Những người đương thời ghi nhận sự kiên trì đặc biệt của Nametkin trong việc đạt được mục tiêu và sự kiên nhẫn to lớn khi ông thực hiện vô số thí nghiệm để đạt được kết quả mong muốn. Trong hồi ký về ông có câu: “Nametkin làm việc đó một cách chậm rãi nhưng mãi mãi”.
Với sự tham gia tích cực của Nametkin, tạp chí “Công nghiệp dầu mỏ” ( Neftjanoe hozjajstvo ) đã được thành lập.

## Hoạt động xã hội
Nametkin là thành viên của hiệp hội khoa học lâu đời nhất của Đại học Quốc gia Moskva, Hiệp hội các nhà tự nhiên học Moskva.
Năm 1932, ông đứng đầu Hiệp hội Liên Minh Hóa học mang tên DI Mendeleev, được thành lập trên cơ sở Hiệp hội Hóa lý Nga trước cách mạng.
Ông là thành viên ban biên tập Tạp chí Hóa học đại cương ( Zhurnal obschej Himii )
Nametkin qua đời vào ngày 5 tháng 8 năm 1950. Ông được chôn cất ở Moskva tại Nghĩa trang Novodevichy.